# ねばる女
『ねばる女』（ねばるおんな）は、NHK総合テレビの月曜ドラマシリーズで2004年10月18日から同年11月15日まで放送されたテレビドラマ。

## キャスト
- 水沢葉月：飯島直子
- 水沢光輝：沢村一樹
- 根本邦子：磯野貴理子
- 根本元晴：うじきつよし
- 荻島大三郎：渡辺徹
- 久保辰雄：河西健司
- 高宮静香：山下容莉枝
- 三枝尋司：温水洋一
- 根本純夏：池永亜美
- 根本豊吉：庄司永建
- 近田治雄：並樹史朗
- 白石エリカ：相沢紗世
- ラッキー・飛鳥：池田鉄洋
- 水沢純一郎：高宮碧海
- 根本元治：宍戸錠
- 根本茂嘉：上田耕一
- 神山登代子：冨士眞奈美
- 水沢雪子：野川由美子
- 根本良子：藤村志保
- 原口時江：池内淳子

## スタッフ
- 脚本：西荻弓絵
- 音楽：大島ミチル
- 制作統括：古川法一郎
- 演出：磯智明、大関正隆、岡田健

## サブタイトル
1. 納豆なんて大嫌い!
2. かきまわされる心
3. 黄金色の決意
4. 行く先は地獄納豆
5. 美しく輝く糸

## 派生商品
当番組の放送を機に、水戸納豆に因んだご当地グルメ「ねばり丼」（ねばりどん）が開発された。
納豆を郷土料理に定着させ、観光客や地域市民にPRするために開発された丼料理である。納豆のほか、山芋、オクラ、メカブ、ナメコなどがトッピングされている。なお、レシピは出演者の飯島直子が選定した。
茨城県水戸市で販売されている。